# Gabriel Montpied
Gabriel Montpied, né le 29 septembre 1903 et mort le 9 janvier 1991 à Cébazat, est un homme politique socialiste et résistant français. Il a été le maire de Clermont-Ferrand entre 1944 et 1973.

## Biographie

### Début de carrière
Gabriel Montpied commence à travailler comme ouvrier, puis agent de maîtrise dans la métallurgie, il devient un syndicaliste militant et participe activement aux grèves de 1936.

### Résistant
Résistant dès 1941, il rejoint le mouvement Libération. Au printemps 1943, Émile Coulaudon le charge de l'organisation des premiers maquis. Il crée le maquis Stéphane dans la région de Pulvérières. À la mort de Nestor Perret, en octobre 1943, il devient chef action des Mouvements unis de la Résistance (MUR) de Clermont-Ferrand, sous le nom de Monique.
Le 18 juillet 1944, le Comité départemental de Libération le désigne président de la délégation spéciale pour la ville de Clermont-Ferrand. Dès fin août 1944, cette délégation, qui regroupe tous les courants de la Résistance, se met en place dans Clermont libérée.
Avec Gabriel Montpied à sa tête, elle est reconduite lors des élections municipales de 1945. À la libération, il est décoré de la légion d'honneur à titre militaire, de la médaille de la résistance avec rosette et de la croix de guerre 1939-1945 pour ses faits d'armes.

### Homme politique
Il est élu maire à six reprises (en 1945, en 1947, en 1953, en 1959, en 1965 et en 1971), jusqu'en 1971.
En 1959, il est confronté à Valéry Giscard d'Estaing, qu'il bat aisément. Il est aussi élu sénateur socialiste du Puy-de-Dôme de 1952 à 1974, conseiller général de 1955 à 1970, président de l’assemblée départementale de 1964 à 1970.
En avril 1973, à l'âge de 70 ans, il cède sa place à Roger Quilliot mais reste membre du conseil municipal jusqu'en 1977.
Durant sa mandature, Gabriel Montpied axe sa politique dans le développement des quartiers populaires de la ville, particulièrement dans le nord de la commune, avec les quartiers de Croix de Neyrat ou Flamina. Il aménage aussi, au sud de la ville, le plateau Saint-Jacques avec d'autres quartiers populaires mais aussi le CHU, qui porte maintenant son nom.
Il possède le record actuel de longévité des maires de Clermont-Ferrand (29 ans).

### Fin de vie
Gabriel Montpied se retire à Pontgibaud. Il meurt le 9 janvier 1991 à Cébazat, à l'âge de 87 ans. Il est inhumé dans le cimetière de Pontgibaud.

## Décorations
- Chevalier de la Légion d'honneur à titre militaire
- Croix de guerre 1939-1945
- Médaille de la Résistance française avec rosette (décret du 14 juin 1946)[2]

## Hommages
- Le stade de foot où joue le Clermont Foot 63 porte son nom.
- Le CHU du quartier Saint-Jacques aménagé par Gabriel Montpied porte désormais son nom.